# Strategy & Tactics
Strategy & Tactics (S&T) é uma revista de wargames atualmente publicada pela Decision Games, notável por publicar um ou mais wargames completos em cada número da revista.

## Início
Strategy & Tactics nasceu em 1966 como uma fanzine de wargames publicada por Chris Wagner (então um sargento (staff sergeant) da Força Aérea dos Estados Unidos no Japão), inicialmente no Japão, depois se mudando para os Estados Unidos da América junto com seu criador, Wagner. Ela visava competir independentemente com a revista The General da  Avalon Hill.
Embora popular entre os fãs de jogos de guerra, a revista teve problemas financeiros em 1969, e Jim Dunnigan concordou em
em adquiri-la, fundando a Simulations Publications, Inc. (SPI) para publicar a S&T.
Um rumor persistente de que Dunnigan tinha comprado a S&T de Wagner por um dollar, e que, além disso, o dólar não foi pago até muito mais tarde (em 1975) foi confirmada por Wagner durante uma entrevista impressa na S&T número 83.

## A era Dunnigan
Dunnigan fez algumas mudanças radicais. Começando com a edição de número 18, cada edição continha um wargame totalmente novo; o primeiro jogo foi Crete. Outra mudança foi que nesta edição, alguns poucos artigos foram feitos pelos escritores disponíveis, mas a maior parte do corpo da revista foi escrito por Dunnigan. Não só isso representou uma ruptura com a política cautelosa da Avalon Hill (empresa pioneira em wargames comerciais modernos e a empresa líder na indústria de wargames incipiente) de publicar apenas um ou dois jogos por ano (por medo dos novos jogos canibalizarem as vendas dos antigos), mas a necessidade de novos projetos de jogos estimulou a pesquisa em muitas das áreas pouco conhecidas da história militar. Apesar da diversidade de temas, o estilo dos jogos era bastante coerente. Eles usam predominantemente uma hexgrid (um mapa hexagonal) para os mapas e muitos conceitos sobre regras, como o de zonas de controle estão presentes em diversos dos jogos.
Além dos jogos, a revista apresentou vários artigos sobre história militar, muitos deles notáveis para a aplicação de análise quantitativa moderna em batalhas que tinham sido tradicionalmente descritas em um estilo de narrativa "heroica".
A Avalon Hill continuou a produzir mais do que apenas jogos de guerra, se orgulhando de outros temas, tais como jogos de sociedade, jogos sobre esportes e jogos infantis. O foco de Dunnigan manteve-se principalmente em história militar, e ele sentiu que havia um mercado para artigos históricos detalhados como um acompanhamento de jogos detalhados e precisos (A única experiência no uso do formato de jogo S&T para explorar o uso de estratégia e tática nos desportos profissional, Scrimmage, no número 37, não foi repetida). S&T neste instante embarcou no fornecimento de seis jogos novos por ano, e com um custo muito menor por jogo do que se encontrava em outros lugares, com a revista em si quase sendo um bônus. Não havia intermediários na forma de uma loja de jogos local; os assinantes recebiam seus jogos diretamente em suas casas. A circulação da revista era substancial e os jogos que, de outra forma poderiam não vender, iam para assinantes automaticamente, superando a expectativa de vendas independentes na maioria dos títulos. SPI também se beneficiou de ter a revista como um veículo de publicidade para wargames em caixa, vendidos diretamente ou através de lojas locais de jogos. Greg Costikyan, em um artigo de opinião online datado de 1996, observou que
É difícil exagerar a importância da S&T para a história dos jogos de guerra (wargames); de fato, a ascensão e queda do passatempo pode virtualmente ser correlacionada com a ascensão e a queda da S&T. A equipe da SPI discutia livremente planos para o futuro, descendo até detalhes de marketing e distribuição, nas páginas da revista; seus assinantes começaram a sentir um interesse pessoal na sobrevivência da empresa, indo tão longe a ponto de escrever longas cartas de aconselhamento e de oferecendo tempo voluntário e esforço para ajudar a empresa a sobreviver. Os artigos históricos eram da mais alta qualidade, e completamente diferentes de tudo o que era publicado nas revistas históricas do período, desde a SPI, condizente com a sua orientação de jogo, tentaram quantificar quase tudo, fornecendo tabelas copiosas de dados comparativos, por exemplo, os méritos dos tanques da Segunda Guerra Mundial. Outras revistas tendiam a ser muito mais descritivas. Como resultado, a S&T adquiriu um público, mesmo entre os devotos de história militar, que não tinham interesse particular nos jogos.
A circulação da S&T superou a da The General da Avalon Hill por meados de 1970, melhorando a sua aparência física dramaticamente sob a orientação de Redmond Simonsen. (Os jogos que não vinham nas revistas da SPI foram melhorando aos trancos e barrancos também - seus primeiros jogos foram feitos em preto e branco em papel comum; as peças em cartão tinham colorido simples e tinham que ser cortadas e coladas numa cartolina pelo comprador. As regras não eram feitas em forma de folheto, mas em grandes folhas de papel dobrado com tamanho carta como uma medida de redução de custos. Não havia custos incorridos, na época, para o corte, compilação ou encadernação - nem para caixas ou bandejas para peças.) À medida que as peças de cartão destacáveis, impressos em ambos os lados em cores, se tornou a norma, eles foram incluídos nos jogos da revista, assim como o uso de mapas de duas cores e, finalmente, mapas com várias cores. A S&T finalmente fez sua revista de jogos disponíveis para ser adquirida em lojas com caixas padronizadas, dados e bandejas para componentes, e também vendia caixas e bandejas para componentes separadamente para a conveniência dos assinantes que queriam guardar os seus componentes dos jogos em algo diferente do envelope com o qual a revista tinha sido entregue.
Em meados da década de 1970, o rendimento anual do SPI subiu para faixa dos 6 dígitos, com o pessoal pago numerando tantos quantos 40 pessoas, e com mais de 40 jogos sendo produzidos pelas vendas de ambas as revistas e os jogos em caixa por ano. Competições começaram a surgir, com muitas novas empresas aparecendo em meados da década de 1970. Jogos de guerra estava chegando a sua mais alta marca de água, assim como o lançamento do Squad Leader pela Avalon Hill tomou o mundo dos jogos de guerra pela tempestade (eventualmente resultando em um número sem precedentes de 200.000 cópias vendidas). Tanta fé foi colocada no futuro da indústria que uma Game Designer's Guild (guilda de projetistas de jogos) foi até mesmo criada, na esperança de que seria possível ganhar uma vida confortável proporcionando jogos de guerra para o público.

## A partida de Dunnigan
No entanto, apesar da renda anual declarada em dois milhões de dólares, as vendas da SPI diminuíram, e enquanto a renda monetária manteve-se constante, a inflação crescente erodiu os lucros da empresa. A partida de Dunnigan no final de 1970 levou a uma luta interna pela SPI, em 1980; o principal entre os problemas da SPI era o marketing pobre. A partida de Howie Barasch como gerente de marketing no final de 1970 nunca foi devidamente retificada e o fundador da S&T, Chris Wagner, que era agora um consultor de gestão, foi trazido de volta para resolver os problemas de marketing da SPI. Ele descobriu que muitos representantes de vendas, previamente encomendados de forma independente pela SPI, não tinham ideia de que eles ainda estavam representando a empresa e alguns nem sequer percebiam que a empresa ainda estava em operação, já que ninguém tinha estado em contato com eles por vários anos.

## TSR
A má gestão financeira também custou à SPI dinheiro, e uma recessão não ajudou muito. As negociações começaram com a Avalon Hill e depois com a TSR, Inc. para uma venda.
De Greg Costikyan:
A TSR manifestou um interesse inicial, e a SPI, desesperada por dinheiro, pediu o empréstimo de alguns milhares de dólares para atender a sua folha de pagamento. A TSR concordou, exigindo que o empréstimo fosse suportado por ativos da SPI, tornando-se um credor garantido. Pouco depois da SPI pagar seus funcionários, a TSR exigiu o reembolso do empréstimo. A SPI concordou em ser adquirida pela TSR, sem dinheiro em espécie.
A TSR enviou um comunicado à imprensa anunciando que haviam assumido a SPI. Logo, porém, perceberam a extensão do passivo da SPI e, horrorizados, "esclareceram" o seu próprio anúncio inicial, alegando que, em vez disso, eles tinham assumido os ativos da SPI, mas não as suas dívidas.
Agora, enquanto a TSR tinha sido um credor garantido, ela era minúscula. Às impressoras da SPI e aos investidores de capital de risco eram devidos muito mais dinheiro. Legalmente, a posição do TSR rendeu-lhes o primeiro crack para ativos SPI, mas dificilmente lhes deu o direito de assumir a empresa e seus ativos, sem assumir quaisquer responsabilidades. No entanto, ninguém na gestão da SPI iria processar mais a propriedade de uma empresa falida, e aquisição da TSR parecia ser a única chance de manter a empresa em conjunto. E a TSR rapidamente compensou os principais credores, em alguns centavos de dólar, para evitar a possibilidade de que ninguém iria questionar a transação.
Até o momento da aquisição, em 1982, a SPI estava vendendo, estima-se, cerca de 60-70% de todos os jogos de guerra do mundo. A Avalon Hill manteve-se uma grande empresa, mas apenas porque ela vendeu muitos mais jogos de desportos e interesse geral do que jogos de guerra. Até este ponto S&T ostentava 30.000 assinantes e a revista era realmente o carro-chefe da SPI.
A popularidade da S&T alcançou o ponto onde a SPI começou a publicar uma segunda revista, Moves, que consistia principalmente de artigos sobre estratégias vencedoras para jogar jogos SPI e cenários adicionais para eles. Uma terceira revista, Ares, dedicada a ficção científica e jogos de fantasia e incluindo um em cada edição, também foi publicada por um tempo.
Uma inovação da S&T foi seu sistema de feedback, no qual os leitores poderiam responder a várias perguntas de escolha múltipla em um cartão de retorno, cujos dados seriam então inseridos em um minicomputador Burroughs  para análise. Assim, a "S&T" sempre teve boas informações sobre quais jogos os seus leitores estavam procurando.
Novamente, de Greg Costikyan:
Talvez a S&T inovação mais importante..foi o seu sistema de feedback. Usando Burroughs primitivos, depois IBM, minicomputadores, Dunnigan criou um sistema altamente sofisticado para obter informações de marketing de seus clientes. Em todas as questões da revista, havia um cartão de resposta, com 96 espaços em branco numerados. Na parte de trás da revista, havia uma série de perguntas, às quais o leitor poderia responder digitando um número entre 0 e 9 nos espaços em branco do cartão. Algumas perguntas forneceram dados de marketing, por exemplo, idade média dos leitores; alguns foram usados para fornecer rankings competitivos dos produtos SPI e outros editores, gráficos que os leitores  S&T examinavam quando estavam para decidir qual seria o próximo jogo para comprar. E alguns foram usados para perguntar aos leitores quais tipos de jogos eles gostariam de ver. De fato, cada questão forneceu resumos de ideias de jogos, e a SPI projetaria os jogos que receberam as avaliações mais altas.